# Slag bij Castellón
De Slag bij Castellón was een veldslag op 1 januari 1809 nabij Gerona tijdens de Spaanse Onafhankelijkheidsoorlog. De Markies van Lazan, Luis Rebolledo de Pallafox wist een Frans detachement uit het leger van Honoré Charles Reille in de buurt van de plaats Castelló d'Empúries te verrassen en te verslaan. In de vroege ochtend voerde Rebolledo de Palafox een aantal snelle aanvallen uit op de Fransen en wist hen daardoor terug te dringen. De genadeklap werd door zijn achterhoede, onder leiding van Mariano Álvarez de Castro, hen definitief dwong om zich terug te trekken.